# Pascal N’Koué

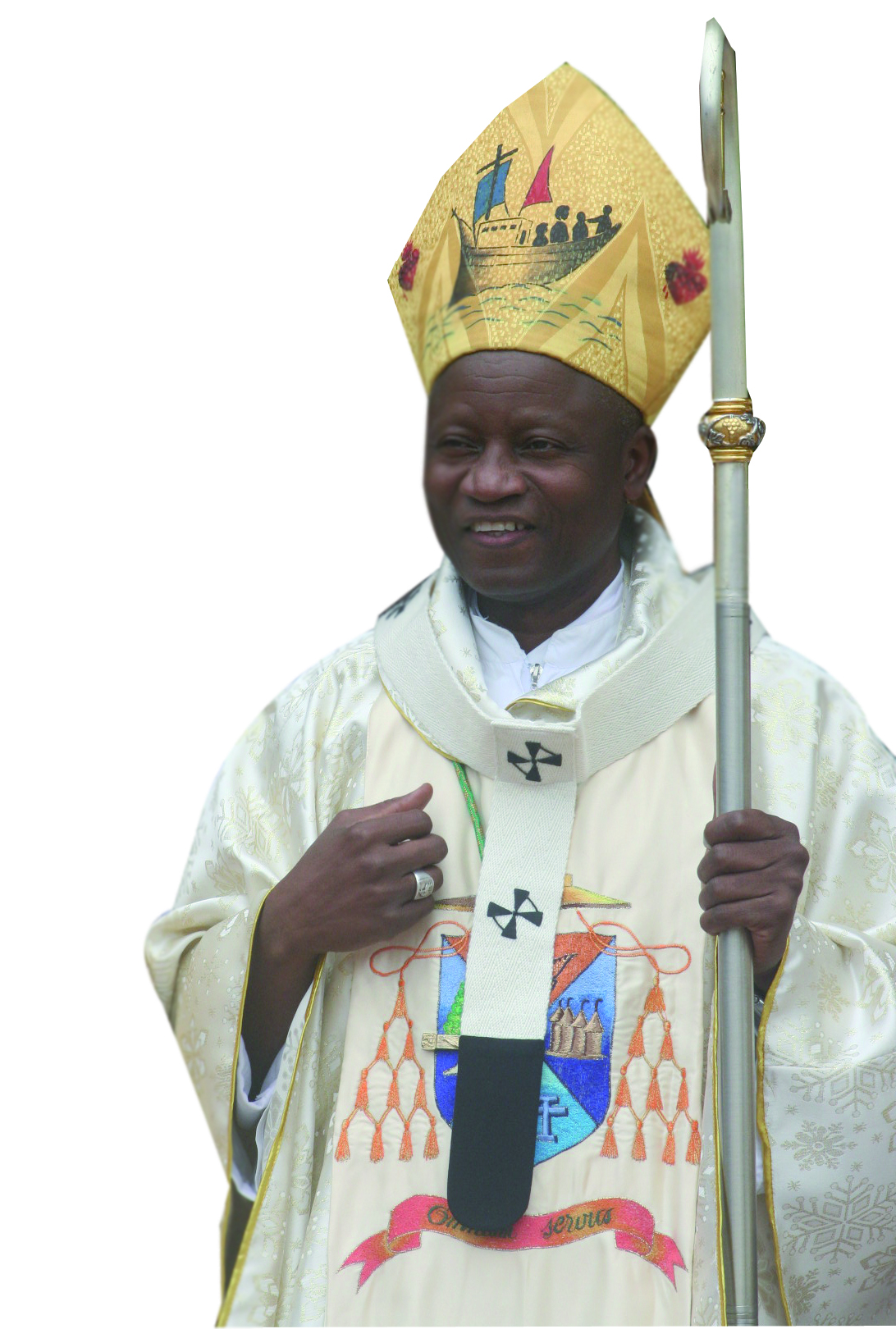
Pascal N’Koué

Pascal N’Koué (* 29. März 1959 in Boukoumbé, Benin) ist Erzbischof von Parakou.

## Leben
Pascal N’Koué empfing am 26. Juli 1986 durch den Bischof von Natitingou, Nicolas Okioh, das Sakrament der Priesterweihe für das Bistum Natitingou.
Am 28. Juni 1997 ernannte ihn Papst Johannes Paul II. zum Bischof von Natitingou. Der Präfekt der Kongregation für die Bischöfe, Bernardin Kardinal Gantin, spendete ihm am 21. September desselben Jahres die Bischofsweihe; Mitkonsekratoren waren der Bischof von Parakou, Nestor Assogba, und der Apostolische Nuntius in Panama, Erzbischof Bruno Musarò. Am 14. Juni 2011 bestellte ihn Papst Benedikt XVI. zum Erzbischof von Parakou.